# Rachoúli
Rachoúli är en ort i Grekland.   Den ligger i prefekturen Thesprotia och regionen Epirus, i den västra delen av landet, 300 km nordväst om huvudstaden Aten. Rachoúli ligger 123 meter över havet och antalet invånare är 183.
Terrängen runt Rachoúli är kuperad åt sydväst, men åt nordost är den bergig. Rachoúli ligger nere i en dal. Runt Rachoúli är det ganska glesbefolkat, med 28 invånare per kvadratkilometer. Närmaste större samhälle är Paramythiá, 5,4 km norr om Rachoúli. Trakten runt Rachoúli består till största delen av jordbruksmark.